# ئی‌ای‌دی‌اس/نورثروپ گرومن کی‌سی-۴۵
ئی‌ای‌دی‌اس/نورثروپ گرومن کی‌سی-۴۵ (به انگلیسی: EADS/Northrop Grumman KC-45) یک هواپیمای سوخت‌رسان تاکتیکی است که به طور مشترک توسط ای‌ای‌دی‌اس و نورثروپ گرومن در حال ساخت می‌باشد.